# Olympische Winterspiele 2010/Eishockey (Frauen)/Qualifikation
Die Qualifikation zum olympischen Eishockeyturnier der Frauen 2010 wurde zwischen September und Oktober 2008 ausgetragen. Dabei wurden zwei Plätze des Endturniers ausgespielt. Dazu kamen die sechs besten Nationen der IIHF-Weltrangliste des Jahres 2008.
Die zwei Plätze wurden in einem zweistufigen System zwischen 15 Teilnehmern ausgespielt. Die Einstufung erfolgte ebenfalls nach dem Stand der IIHF-Weltrangliste 2008. In der letzten Qualifikationsrunde sicherten sich die Slowakei und die Volksrepublik China die verbleibenden zwei freien Plätze im olympischen Eishockeyturnier.

## Direkte Qualifikation
Für das olympische Turnier qualifizierten sich die ersten sechs Nationen der IIHF-Weltrangliste nach Abschluss der Weltmeisterschaft 2008 direkt:
| Rang | Land                | WM 2008 (100 %) | WM 2007 (75 %) | OS 2006 (50 %) | WM 2005 (25 %) | Summe |
| ---- | ------------------- | --------------- | -------------- | -------------- | -------------- | ----- |
| 1    | Kanada              | 1160            | 1200           | 1200           | 1160           | 2950  |
| 2    | Vereinigte Staaten  | 1200            | 1160           | 1120           | 1200           | 2930  |
| 3    | Finnland            | 1120            | 1100           | 1100           | 1100           | 2770  |
| 4    | Schweden            | 1060            | 1120           | 1160           | 1120           | 2760  |
| 5    | Schweiz             | 1100            | 1060           | 1020           | 960            | 2645  |
| 6    | Russland            | 1040            | 1020           | 1040           | 1000           | 2575  |
| 7    | Deutschland         | 980             | 1000           | 1060           | 1060           | 2525  |
| 8    | Volksrepublik China | 1000            | 1040           | 940            | 1040           | 2510  |
| 9    | Japan               | 1020            | 940            | 920            | 940            | 2420  |
| 10   | Kasachstan          | 940             | 980            | 960            | 1020           | 2410  |
| 11   | Frankreich          | 880             | 900            | 880            | 900            | 2220  |
| 12   | Tschechien          | 900             | 860            | 860            | 920            | 2205  |
| 13   | Lettland            | 840             | 920            | 900            | 860            | 2195  |
| 14   | Norwegen            | 860             | 880            | 840            | 840            | 2150  |
| 15   | Italien             | 760             | 800            | 1000           | 820            | 2065  |
| 16   | Slowenien           | 680             | 720            | 820            | 720            | 1810  |
| 17   | Slowakei            | 920             | 820            | 0              | 800            | 1735  |
| 18   | Dänemark            | 800             | 840            | 0              | 880            | 1650  |
| 19   | Österreich          | 820             | 760            | 0              | 760            | 1580  |
| 20   | Nordkorea           | 780             | 780            | 0              | 780            | 1560  |

## Modus
Die Nationalmannschaften ab dem Weltranglistenplatz 7 spielten zwischen September und Oktober 2008 die beiden verbleibenden Plätze in einem zweistufigen System in Qualifikationsturnieren aus. Insgesamt meldeten 15 Länder für die vier Turniere.
Die Gewinner der Vorqualifikation (Norwegen und Slowakei) erreichten die zweite Qualifikationsrunde, in der sie dann auf die sechs Mannschaften trafen, die in der Weltrangliste die Plätze 7 bis 12 belegten. Dort wurde erneut in zwei Gruppen (C & D) mit jeweils vier Mannschaften gespielt. Die jeweiligen Gruppensieger qualifizierten sich schließlich für das olympische Eishockeyturnier.
Unter den nichtqualifizierten Nationen bildete die Internationale Eishockey-Föderation eine Rangfolge, die auch in die IIHF-Weltrangliste 2010 einging.

## Vorqualifikation

### Gruppe A
Die Spiele der Gruppe A der Vorqualifikation fanden vom 2. bis 7. September 2008 im lettischen Liepāja im 1.700 Zuschauer fassenden Olimpiskais Centrs Liepāja statt.
Die favorisierte Mannschaft aus der Slowakei erreichte durch klare Siege über die vier Konkurrenten souverän die nächste Runde der Qualifikation. Die lettischen Gastgeber verloren bereits zum Auftakt die alles entscheidende Partie gegen den späteren Turniersieger und mussten sich mit dem zweiten Platz begnügen. Auf den weiteren Plätzen folgten Italien und Kroatien. Viel Lehrgeld bei ihrem Debüt auf internationaler Ebene mussten die Bulgarinnen zahlen, denen in allen vier Spielen empfindliche Niederlagen zugefügt wurden, darunter ein 0:82 gegen die Slowakinnen. Insgesamt mussten sie 192 Gegentore im Turnierverlauf hinnehmen, während die Slowakei 105 Treffer erzielte. Der Rekordsieg der Slowakinnen war zugleich der höchste Sieg in einem von der IIHF durchgeführten Frauenspiel.
Als beste Scorerin ging die Slowakin Martina Veličková mit 24 Scorerpunkten aus dem Turnier hervor. Auf den weiteren Plätzen folgten sechs Mannschaftskolleginnen Veličkovás.
Insgesamt besuchten 939 Zuschauer die zehn Qualifikationsspiele, was einem Schnitt von 93 pro Spiel entspricht.
| 2. September 2008 15:30 Uhr (Ortszeit) | Bulgarien | 0:41 (0:17, 0:12, 0:12) Spielbericht | Italien | Olimpiskais Centrs, Liepāja Zuschauer: 45 |

| 2. September 2008 19:00 Uhr | Slowakei | 2:0 (2:0, 0:0, 0:0) Spielbericht | Lettland | Olimpiskais Centrs, Liepāja Zuschauer: 280 |

| 3. September 2008 18:00 Uhr | Kroatien | 30:1 (8:0, 13:0, 9:1) Spielbericht | Bulgarien | Olimpiskais Centrs, Liepāja Zuschauer: 45 |

| 4. September 2008 15:30 Uhr | Italien | 1:3 (1:2, 0:1, 0:0) Spielbericht | Slowakei | Olimpiskais Centrs, Liepāja Zuschauer: 62 |

| 4. September 2008 19:00 Uhr | Lettland | 9:0 (1:0, 3:0, 5:0) Spielbericht | Kroatien | Olimpiskais Centrs, Liepāja Zuschauer: 118 |

| 5. September 2008 18:00 Uhr | Bulgarien | 0:39 (0:14, 0:11, 0:14) Spielbericht | Lettland | Olimpiskais Centrs, Liepāja Zuschauer: 115 |

| 6. September 2008 15:30 Uhr | Slowakei | 82:0 (31:0, 24:0, 27:0) Spielbericht | Bulgarien | Olimpiskais Centrs, Liepāja Zuschauer: 37 |

| 6. September 2008 19:00 Uhr | Italien | 8:0 (1:0, 4:0, 3:0) Spielbericht | Kroatien | Olimpiskais Centrs, Liepāja Zuschauer: 82 |

| 7. September 2008 15:00 Uhr | Lettland | 5:1 (3:0, 1:1, 1:0) Spielbericht | Italien | Olimpiskais Centrs, Liepāja Zuschauer: 114 |

| 7. September 2008 18:30 Uhr | Kroatien | 1:18 (1:5, 0:9, 0:4) Spielbericht | Slowakei | Olimpiskais Centrs, Liepāja Zuschauer: 41 |

| Pl. |           | Sp | S | OTS | OTN | N | Tore    | Punkte |
| 1.  | Slowakei  | 4  | 4 | 0   | 0   | 0 | 105:002 | 12     |
| 2.  | Lettland  | 4  | 3 | 0   | 0   | 1 | 053:003 | 9      |
| 3.  | Italien   | 4  | 2 | 0   | 0   | 2 | 051:008 | 6      |
| 4.  | Kroatien  | 4  | 1 | 0   | 0   | 3 | 031:036 | 3      |
| 5.  | Bulgarien | 4  | 0 | 0   | 0   | 4 | 001:192 | 0      |

Abkürzungen: Pl. = Platz, Sp = Spiele, S = Siege, OTS = Siege nach Verlängerung (Overtime) oder Penaltyschießen, OTN = Niederlagen nach Verlängerung oder Penaltyschießen, N = Niederlagen

Erläuterungen: Qualifikant für die Qualifikationsrunde

### Gruppe B
Die Spiele der Gruppe B der Vorqualifikation fanden vom 3. bis 5. September 2008 im slowenischen Maribor in der 3.000 Zuschauer fassenden Ledna dvorana Tabor statt.
Die favorisierte und in der IIHF-Weltrangliste des Jahres 2008 am besten platzierte Mannschaft aus Norwegen erreichte durch deutliche Siege über die drei Konkurrenten souverän die nächste Runde der Qualifikation. Die slowenischen Gastgeber enttäuschten und verloren hingegen ihre drei Partien klar. Für eine kleine Überraschung sorgten die Britinnen, die als Teilnehmer an der Weltmeisterschaft der Division II, die die Österreicherinnen aus der Division I knapp schlagen konnten und sich somit den zweiten Platz hinter Norwegen sicherten.
Als beste Scorerinnen gingen die Österreicherin Denise Altmann und die Norwegerin Helene Martinsen mit jeweils sieben Scorerpunkten aus dem Turnier hervor, wobei Altmann dabei mit drei Toren ein Tor mehr erzielte als Martinsen.
Insgesamt besuchten 1.035 Zuschauer die sechs Qualifikationsspiele, was einem Schnitt von 172 pro Spiel entspricht.
| 3. September 2008 16:00 Uhr (Ortszeit) | Norwegen | 3:1 (1:0, 0:1, 2:0) Spielbericht | Großbritannien | Ledna dvorana Tabor, Maribor Zuschauer: 125 |

| 3. September 2008 20:00 Uhr | Slowenien | 0:7 (0:1, 0:4, 0:2) Spielbericht | Österreich | Ledna dvorana Tabor, Maribor Zuschauer: 250 |

| 4. September 2008 16:00 Uhr | Österreich | 0:1 (0:0, 0:1, 0:0) Spielbericht | Norwegen | Ledna dvorana Tabor, Maribor Zuschauer: 120 |

| 4. September 2008 20:00 Uhr | Slowenien | 1:5 (0:2, 1:1, 0:2) Spielbericht | Großbritannien | Ledna dvorana Tabor, Maribor Zuschauer: 240 |

| 5. September 2008 16:00 Uhr | Großbritannien | 4:3 n. V. (1:1, 2:1, 0:1, 1:0) Spielbericht | Österreich | Ledna dvorana Tabor, Maribor Zuschauer: 100 |

| 5. September 2008 20:00 Uhr | Norwegen | 15:1 (7:0, 5:0, 3:1) Spielbericht | Slowenien | Ledna dvorana Tabor, Maribor Zuschauer: 200 |

| Pl. |                | Sp | S | OTS | OTN | N | Tore  | Punkte |
| 1.  | Norwegen       | 3  | 3 | 0   | 0   | 0 | 19:02 | 9      |
| 2.  | Großbritannien | 3  | 1 | 1   | 0   | 1 | 10:07 | 5      |
| 3.  | Österreich     | 3  | 1 | 0   | 1   | 1 | 10:05 | 4      |
| 4.  | Slowenien      | 3  | 0 | 0   | 0   | 3 | 02:27 | 0      |

Abkürzungen: Pl. = Platz, Sp = Spiele, S = Siege, OTS = Siege nach Verlängerung (Overtime) oder Penaltyschießen, OTN = Niederlagen nach Verlängerung oder Penaltyschießen, N = Niederlagen

Erläuterungen: Qualifikant für die Qualifikationsrunde

## Erste Qualifikationsrunde

### Gruppe C
Die Spiele der Gruppe C der Qualifikation fanden vom 6. bis 9. November 2008 in der Hacker-Pschorr Arena in Bad Tölz statt.
Für eine große Überraschung sorgten die Slowakinnen, die sich erst über den Turniersieg in der Vorqualifikation für das Turnier in Deutschland qualifiziert hatten. Nach einem Auftaktsieg über die Gastgeber und in der IIHF-Weltrangliste am besten positionierten Deutschen, gewannen sie auch die vorentscheidende Begegnung gegen Kasachstan, womit nach dem Sieg Deutschlands über Frankreich bereits nach dem zweiten Spieltag der Turniersieg für den Außenseiter feststand. Durch einen abschließenden Sieg über Frankreich beendeten sie das Turnier makellos mit drei Siegen und nur einem Gegentor. Die Deutschen enttäuschten mit Niederlagen gegen die Slowakei und Kasachstan auf ganzer Linie und verpassten als Drittplatzierter deutlich das gesteckte Ziel der Olympiaqualifikation.
Als beste Scorerin ging die Slowakin Martina Veličková mit vier Scorerpunkten aus dem Turnier hervor. Schon das Vorqualifikationsturnier hatte sie als punktbeste Spielerin abgeschlossen. Mit drei Turniertreffern erzielte ihre Teamkollegin Jana Kapustová die meisten Tore.
Insgesamt besuchten 1.068 Zuschauer die sechs Qualifikationsspiele, was einem Schnitt von 178 pro Spiel entspricht.
| 6. November 2008 16:00 Uhr (Ortszeit) | Kasachstan T. Korojowa (15:07) T. Korojowa (21:27) N. Jakowtschuk (25:20) A. Babuschkina (56:19) L. Ibragimowa (56:38) O. Potapowa (58:27) | 6:1 (1:0, 2:1, 3:0) Spielbericht | Frankreich M. Allemoz (37:05) | Hacker-Pschorr Arena, Bad Tölz Zuschauer: 70 |

| 6. November 2008 19:30 Uhr | Deutschland | 0:2 (0:1, 0:1, 0:0) Spielbericht | Slowakei J. Kapustová (13:36) I. Karafiátová (32:41) | Hacker-Pschorr Arena, Bad Tölz Zuschauer: 294 |

| 8. November 2008 13:30 Uhr | Kasachstan | 0:1 (0:0, 0:1, 0:0) Spielbericht | Slowakei M. Veličková (23:47) | Hacker-Pschorr Arena, Bad Tölz Zuschauer: 85 |

| 8. November 2008 17:00 Uhr | Frankreich A. Bouché (52:09) A. Fuster (56:26) | 2:7 (0:1, 0:3, 2:3) Spielbericht | Deutschland A. Lanzl (9:21) F. Busch (20:42) A. Lanzl (23:06) B. Evers (32:25) N. Kamenik (46:18) B. Evers (46:43) L. Schuster (59:44) | Hacker-Pschorr Arena, Bad Tölz Zuschauer: 310 |

| 9. November 2008 13:30 Uhr | Slowakei I. Karafiátová (6:16) J. Kapustová (33:55) J. Kapustová (49:03) | 3:1 (1:0, 1:0, 1:1) Spielbericht | Frankreich S. Serre (46:43) | Hacker-Pschorr Arena, Bad Tölz Zuschauer: 54 |

| 9. November 2008 17:00 Uhr | Deutschland C. Grundmann (13:51) | 1:3 (1:0, 0:2, 0:1) Spielbericht | Kasachstan L. Swiridowa (23:50) L. Swiridowa (32:10) A. Babuschkina (59:29) | Hacker-Pschorr Arena, Bad Tölz Zuschauer: 255 |

| Pl. |             | Sp | S | OTS | OTN | N | Tore  | Punkte |
| 1.  | Slowakei    | 3  | 3 | 0   | 0   | 0 | 06:01 | 9      |
| 2.  | Kasachstan  | 3  | 2 | 0   | 0   | 1 | 09:03 | 6      |
| 3.  | Deutschland | 3  | 1 | 0   | 0   | 2 | 08:07 | 3      |
| 4.  | Frankreich  | 3  | 0 | 0   | 0   | 3 | 04:16 | 0      |

Abkürzungen: Pl. = Platz, Sp = Spiele, S = Siege, OTS = Siege nach Verlängerung (Overtime) oder Penaltyschießen, OTN = Niederlagen nach Verlängerung oder Penaltyschießen, N = Niederlagen

Erläuterungen: Qualifikant für das olympische Eishockeyturnier

### Gruppe D
Die Spiele der Gruppe D der Qualifikation fanden vom 6. bis 9. November 2008 im chinesischen Shanghai im Sportkomplex der Shanghai University of Sports statt.
Nach den ersten vier Partien kristallisierten sich die beiden der Top-Division zugehörigen Chinesinnen und Japanerinnen durch Siege über die Norwegerinnen und Tschechinnen als Favoriten auf den Turniersieg heraus. Somit kam es am letzten Spieltag zum „Endspiel“ um den Gruppensieg. Dieses gewannen die Gastgeberinnen aus China durch einen knappen 2:0-Sieg und sicherten sich somit das verbleibende Ticket für das olympische Turnier. Auf den dritten Rang schafften es die Norwegerinnen, die sich den Platz in der Gruppe erst über die Vorqualifikation gesichert hatten. Sie besiegten Tschechien in einer engen Begegnung mit 2:1 im Penaltyschießen.
Als beste Scorerin ging die Chinesin Sun Rui mit neun Scorerpunkten aus dem Turnier hervor, darunter sechs Assists. Mit vier Turniertreffern erzielte die Tschechin Alena Polenská die meisten Tore.
Insgesamt besuchten 12.680 Zuschauer die sechs Qualifikationsspiele, was einem Schnitt von 2.113 pro Spiel entspricht.
| 6. November 2008 14:30 Uhr (Ortszeit) | 6. November 2008 7:30 Uhr (MEZ) | Japan H. Kumano (1:00) C. Yamanaka (10:02) C. Yamanaka (36:23) | 3:2 (2:1, 1:1, 1:0) Spielbericht | Tschechien A. Polenská (15:28) A. Polenská (37:58) | S. U. S. Sportkomplex, Shanghai Zuschauer: 1.500 |

| 6. November 2008 18:30 Uhr | 6. November 2008 11:30 Uhr | Volksrepublik China Jin F. (10:04) Qi X. (11:41) Wang L. (24:19) Sun R. (32:03) Sun R. (44:39) | 5:0 (2:0, 2:0, 1:0) Spielbericht | Norwegen | S. U. S. Sportkomplex, Shanghai Zuschauer: 3.180 |

| 7. November 2008 14:30 Uhr | 7. November 2008 7:30 Uhr | Japan T. Sakagami (11:49) Y. Kawashima (32:23) H. Kumano (44:30) | 3:1 (1:1, 1:0, 1:0) Spielbericht | Norwegen I. Farstad (0:57) | S. U. S. Sportkomplex, Shanghai Zuschauer: 1.800 |

| 7. November 2008 18:30 Uhr | 7. November 2008 11:30 Uhr | Tschechien A. Polenská (19:10) R. Mastná (33:05) K. Mrázová (34:10) | 3:4 (1:1, 2:1, 0:2) Spielbericht | Volksrepublik China Gao F. (16:22) Sun R. (28:57) Qi X. (49:40) Zhang B. (57:57) | S. U. S. Sportkomplex, Shanghai Zuschauer: 2.200 |

| 9. November 2008 14:30 Uhr | 9. November 2008 7:30 Uhr | Norwegen L. Bialik Øien (4:32) E. Dahl (PS) | 2:1 n. P. (1:0, 0:1, 0:0, 0:0, 1:0) Spielbericht | Tschechien A. Polenská (27:56) | S. U. S. Sportkomplex, Shanghai Zuschauer: 1.800 |

| 9. November 2008 18:30 Uhr | 9. November 2008 11:30 Uhr | Volksrepublik China Tang L. (28:28) Jin F. (43:57) | 2:0 (0:0, 1:0, 1:0) Spielbericht | Japan | S. U. S. Sportkomplex, Shanghai Zuschauer: 2.200 |

| Pl. |                     | Sp | S | OTS | OTN | N | Tore  | Punkte |
| 1.  | Volksrepublik China | 3  | 3 | 0   | 0   | 0 | 11:03 | 9      |
| 2.  | Japan               | 3  | 2 | 0   | 0   | 1 | 06:05 | 6      |
| 3.  | Norwegen            | 3  | 0 | 1   | 0   | 2 | 03:09 | 2      |
| 4.  | Tschechien          | 3  | 0 | 0   | 1   | 2 | 06:09 | 1      |

Abkürzungen: Pl. = Platz, Sp = Spiele, S = Siege, OTS = Siege nach Verlängerung (Overtime) oder Penaltyschießen, OTN = Niederlagen nach Verlängerung oder Penaltyschießen, N = Niederlagen

Erläuterungen: Qualifikant für das olympische Eishockeyturnier